# Der sterbende Hof
Der sterbende Hof: Der Kampf einer Kärntner Bergbäuerin um die Erhaltung ihres Hofes ist eine Erzählung von Gustav Renker. Sie erschien 1927 als 264-seitiges Buch im L. Staackmann Verlag Leipzig.

## Inhalt
Der Roman thematisiert die Überflutung eines Kärntner Bauernhofs durch den Bau eines Stausees bzw. die Trauer, welche das Ereignis bei den Hofbesitzern auslöst. Im Mittelpunkt des Romans steht die Bäuerin Notburga Gaberning, die inmitten einer ihr fremdgewordenen Zeit beharrlich ihren Besitz verteidigt. Der Bauernhof wird betrauert wie ein Mensch, und der Verherrlichung des Bauerntums steht eine Abwertung der Moderne gegenüber.
Damit gliedert sich das Werk mit Peter Roseggers Jakob dem Letzten und Jakob Bossharts Heimat in eine Reihe alpiner Antimoderne.

## Kapitel
- Die drei Hochrauter-Buben
- Dreikönigsingen
- Der Holzwurm
- Vom Kaufmann Bedenau zur Base Gretel
- Der Peter-und-Paulstag
- Wildwasser
- Der Wille des Onkel Gabernig
- Beim Tostenwirt
- Der alte Cyprian geht ins Märchenland
- Das Lager in der Mühle
- Lichter auf dem See
- Heimkehr

## Autobiographisches
In der Widmung an seine Mutter bezeugt Renker eine autobiographische Grundlage des Romans:

„Du weißt es, Mutter, nicht ein Märchen ists,
In Fabelfreude frisch erfunden,
Dies Buch, ein Gruß des Sohnes aus der Fremde,
Dir zugewandt für stillste Abendstunden.
Einsame, die du unsre Erde hütest,
Indes wir drei nach andern Zielen schauten;
Geduldig Wartende auf junge Arbeitskraft,
Indes auf fremdem Grund wir Häuser bauten.
Du ahnend Wissende, daß müde Schwingen
Den Weg zur Heimat finden wohl nach langer Zeit
Geschöpf der Saaten und beglückten Felder,
Dir, Mutter, Dir sei dieses Buch geweiht.“